# Charlotte de Witte

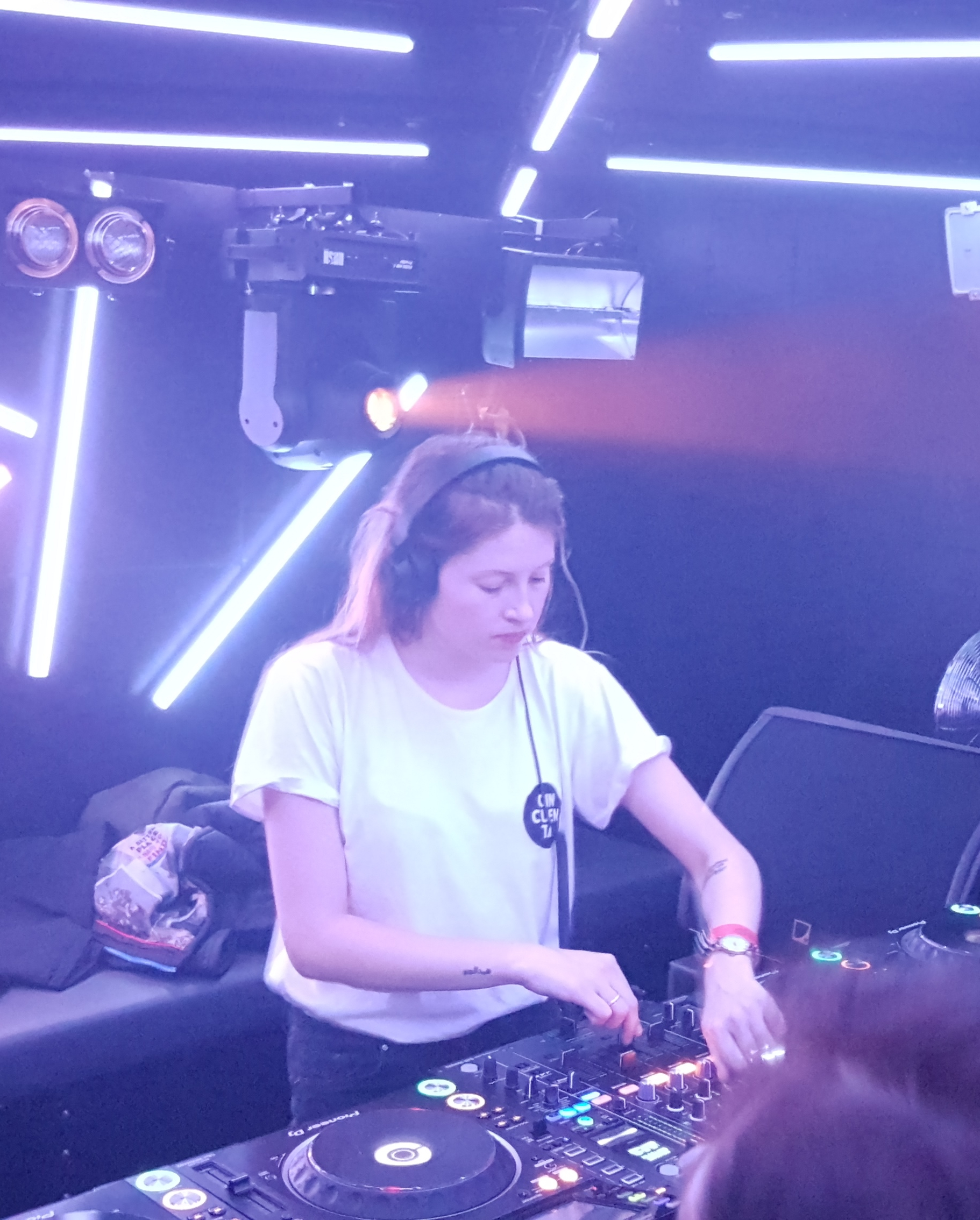
Charlotte de Witte (2017)

Charlotte de Witte (* 21. Juli 1992 in Gent) ist eine belgische Techno-DJ und Musikproduzentin.

## Leben
De Witte kam durch ihren Vater, der bei der EMI Group arbeitete, bereits früh mit verschiedensten Musikstilen in Kontakt. Mit 17 Jahren begann sie das Auflegen, damals noch unter dem Namen Raving George. Sie verwendete diesen Künstlernamen, um den Fokus auf ihre Musik und nicht ihr Geschlecht zu legen. In ihrer Anfangszeit spielte sie hauptsächlich Electro-House und Mainstream-EDM. 2011 gewann sie den Elektropedia-Award des Senders Studio Brussel und durfte so erstmals (als Opener) beim Tomorrowland auflegen. 2013 wurden erste Tracks von ihr veröffentlicht.
Ab 2015 wandelte sich ihr Musikstil von Electro-House in Richtung Techno-Musik und sie begann zudem, ihre Tracks unter ihrem bürgerlichen Namen zu veröffentlichen.
Als Ursprung für diesen stilistischen Wandel gibt de Witte ein Set des deutschen DJs Len Faki an, welches sie auf einem Festival gehört hatte.
Es folgten Auftritte bei Festivals wie Awakenings, Electric Daisy Carnival, Zürich Openair, Pukkelpop, Dour Festival, Rock Werchter, Laundry Day, EXIT, Time Warp Festival, Nature One sowie eine Session beim Boiler Room. Heute zählt de Witte zu den bekanntesten belgischen DJs.
2019 gründete sie ihr eigenes Label KNTXT.
Ferner experimentiert sie stilistisch auch mit dem Genre Trance.
Sie ist seit 2022 mit dem italienischen Techno-DJ und Produzenten Enrico Sangiuliano verheiratet.

## Diskografie
EPs
- 2015: Weltschmerz
- 2016: Trip
- 2016: Sehnsucht
- 2016: Actually
- 2017: Closer
- 2017: Voices of the Ancient
- 2017: Wisdom
- 2017: Our Journey
- 2018: The Healer
- 2018: Brussels
- 2018: Heart of Mine
- 2020: Return to Nowhere
- 2020: Rave on Time
- 2021: Formula
- 2021: Asura
- 2022: Universal Consciousness
- 2022: Apollo
- 2023: Overdrive
- 2023: Power of Thought
- 2024: Sanctum (feat. Marion Di Napoli)
- 2025: One Mind (mit Amelie Lens)

## Auszeichnungen
DJ Award
- 2019: Gewinnerin in der Kategorie Techno

Faze Magazin Jahrespoll: Best DJ International
- 2020: 3. Platz
- 2021: 1. Platz
- 2022: 3. Platz
- 2023: 2. Platz

DJ Mag Alternative Top 100 DJs
- 2020: 1. Platz
- 2021: 1. Platz

DJ Mag Techno Top 100 DJs
- 2024: 1. Platz[8]